# Abnormally Attracted to Sin
Abnormally Attracted to Sin es el décimo álbum de estudio de la pianista y compositora estadounidense Tori Amos. Fue lanzado en Reino Unido el 18 de mayo de 2009 y en USA un día después en descarga digital, CD normal, y en deluxe limited edition CD/DVD. 
Debutó en el Billboard 200 entre los diez primeros, #9, haciendo que fuera el noveno álbum en alcanzarlo. Es también su primera publicación bajo el sello Universal Republic Records, siguiendo al término de su contrato con Epic Records, y puede ser considerado como el primer álbum no conceptual y autoproclamado personal de la autora en diez años.

## Origen
Amos tomó el título del álbum de una frase del personaje principal de una película de 1995 llamada Guys and Dolls.
El álbum en sí fue escrito y concebido en dos fases: la primera de ellas durante la gira mundial de 2007, mientras promocionaba American doll posse, seguida por otra fase de composición y escritura en julio de 2008, cuando Amos se vio con su exmentor Doug Morris mientras visitaba California para promocionar una antología novela-gráfica, Comic Book Tattoo.
Durante su breve estancia en California, Amos visitó algunas de las casas y sitios que frecuentaba cuando era una cantante y compositora veinteañera en Los Ángeles en la recta final de los 80 y eso, combinado con sus propias reflexioness y conclusiones como esposa, madre y mujer madura, la llevaron a otro espontáneo momento de creatividad, otorgándole un catalizador para «una segunda tanda de canciones», como Amos lo llamó, tanda que combinada con las nuevas canciones escritas y compuestas durante su gira mundial de 2007 y principios de 2008, terminarían por completar el resto del álbum.
Debido tanto a las limitaciones financieras y a los desacuerdos sobre el proyecto con su anterior casa discográfica, Epic Records, Amos abandonó abruptamente el sello, y basado en una decisión impulsiva y creativa de la artista, las grabaciones de su gira mundial acompañaron a su nuevo trabajo en un DVD, The Road Chronicles, como parte de un «proyecto audiovisual».
Posponiendo el trabajo posterior para el DVD en directo de la gira mundial y usando algunas tomas complemetarias para el DVD para realizar una serie de vignettes, Amos volvió y centro su atención en crear y presentar un proyecto multimedia para deconstruir sus anteriores trabajos y explorar, una vez más, un espacio más personal y confesional en la vida y carrera de cantante compositora, usando una yuxtaposición entre lo visual y el sonido para ampliar y hacer hincapié en el ámbito de aplicación personal del proyecto.
«Como sabes con los arquetipos del último trabajo,» dijo Amos en mayo del 2009, «estaba intentando realmente encontrar facetas de mí misma que no me haya permitido mostrar hasta este momento.»
La breve estancia en Los Angles de Amos en el verano de 2008 también le permitió la oportunidad de visitar de nuevo su viejo apartamento, en el cual su álbum debut como solista, Little Earthquakes, fue escrito y concebido y, alguna vez, grabado. También visitó la vieja iglesia que se encuentra detrás del apartamento. En pasadas entrevistas, Amos ha afirmado cómo canciones como «Crucify» y «Precious things» fueron escritas durante el periodo en el que vivía detrás de la iglesia, oyendo los numerosos sermones y canciones de alabanzas por horas, sola, dolida y deprimida por su fracaso como músico por su álbum de 1988 Y Kant Tori Read, y su papel como víctima y superviviente de su asalto físico y sexual. Fue un momento crítico para Amos, dándole un tiempo de descanso, consuelo y un poco de reflexión mirando su vida y su pasado. 
«Las cosas no iban bien y esto fue antes de que una segunda parte completa de la grabación fuera escrita y desarrollada cuando volví a los estados de la Comic-con [en julio de 2008]. Y estaba en en el suelo de mi casa donde escribí Little Earthqueakes y ocurrió una metamorfosis. Pasé por la pequeña casa donde lo escribí y pensé, me tomó mucho en ese entonces — no puedo soportarlo. Puedo luchar. Pero ya no sé cómo luchar. Tengo que cambiar todo para luchar — todo tipo de personas tiene que cambiar. Lo único que me mantenía era el amor que Tash y Mark tenían por mí. Me di cuenta de que estaba volviéndome totalmente devastada y devorada.»

### Concepto

#### Temas y contenido
Con los cuatro álbumes anteriores de Tori siendo conceptuales — el álbum de versiones Strange little girls (2001) recogiendo canciones escritas y tocadas por hombres desde una perspectiva femenina en la que se basaron los cantantes, Scarlet's walk (2002) recogiendo el viaje de Scarlet post 9/11 mientras exploraba el mundo indígena nativo americano, The beekeeper (2005) perpetuando un concepto dentro del concepto del apicultor transfigurado por los significados de la importancia detrás de la "divina feminidad" en relación con la espiritualidad, las religiones hechas por hombres y el viejo arte de la apicultura, y American doll posse (2007) haciendo cinco «muñecas» basadas en una selección de varias personalidades griegas mitológicas — Abnormally Attracted to Sin marca la vuelta a álbumes más personales, como admitió la artista, que sirve como terreno fértil para sus confesiones débilmente veladas, marcadas y, a veces, la divulgación de una exuberante revelación a través de la cual explora sus propias experiencias, y cómo ha definido y ha sido definida por ellas a través de su carrera y vida. Al álbum, Amos lo llamó personal, diciendo, «no es un álbum conceptual. Es una mujer pelirroja cantando canciones.»
Durante una entrevista con Out Magazine unas pocas semanas antes del lanzamiento de Abnormally Attracted to Sin, Amos utilizó la canción «Maybe California», una canción del álbum en la que una madre intenta decidir si deja a su marido y a su/s hijo/s «better off» mientras contempla el suicidio, para explicar cuánto de personal tuvieron la grabación de la canción y del álbum para ella: «No hubiera escrito este disco si no hubiera sido forzada — por toda clase de razones. No quiero hablar de todo pero «Maybe California» no es cualquier cosa. No eres capaz de escribir esto tomando algo con alguien que tuvo esa experiencia y tú no. Tienes que ser forzada a estar en la situación.»
Amos siguió hablando del origen en otra entrevista promocional en la que dijo que la madre en la canción «es forzada hasta el punto de que no hay nada que pueda hacer para parar ese terrible cáncer emocional que ha contagiado a su familia — su vida — todo a su alrededor.» Dando crédito a la noción de que la canción es profundamente autobiográfica, Amos elige resaltar la desesperación mayor, más mujer natural, como ella, cara: «Comencé a darme cuenta de cómo de serio era este silencioso, trágico problema y que no está bien hablar sobre él, mientras que el suicidio o el suicidio en los primeros años veinte de una persona — se discute y es algo de lo que hay fórums. Pero las madres pensando en esto — Dios mío — te van a meter en un manicomio.
En ambas canciones, la ya mencionada, y en otra, «Ophelia», del álbum, Amos dirige sus propios momentos e inseguridades y auto-odio como una «mujer madura». Observó, «La mente auto dañina trata de ganar [el] control que siente [que le] ha sido robado. Es esa extraña paradoja donde, haciéndote el daño a ti mismo, estás en una posición de poder. Aunque, la idea de que te vuelvas tu propio agresor — no es necesariamente comprendida. Así que puedes dar un paso en el estado mental de «Ophelia» — no importa lo mayor que seas — cuando empiezas a bajar por la espiral y no estás en la "delantera" de tu vida, estás detrás, y hay una energía de victimización alrededor de ti.»
En una entrevista en exclusiva con la división alemana de Amazon, la artista volvió a enfatizar lo personal del álbum: «Creo que he tenido cambios personales en mi vida como todo el mundo, y estar en California [en julio de 2008] por un largo periodo de tiempo del que normalmente estoy como que me llevó a revaluar dónde estaba mi vida y dónde estaba yo mientras escribía Little Earthquakes. Y así que pienso que — eso es lo que oyes en este disco.»
En respuesta a por qué una obra personal aún, líricamente t, a veces, temáticamente, tiene un punto de oscuridad y ambigüedad, la artista admitió, «Mis canciones pueden ser confesionales, pero no me gusta dar muchos detalles. Una de las razones por las que he grabado diez álbumes y mantenido a mi familia es porque respeto mi propia privacidad.« Amos confesó, «a veces, he usado personajes para mantener a los medios a raya.»
Amos finalizó, durante una entrevista en YouTube, con «creo que la chica que lanzó Little Eathquakes no era madre y tenía 20 años y había muchas cosas que descubrió. Encontró su voz... y entonces nueve grabaciones después, la mujer que lanza Abnormally attracted to sin sabe lo que hizo con su voz.»
Además de la música, la edición deluxe del álbum, como ya se mencionó, incluye las visualettes que proveen de narración visual a la historia.

## Trabajo visual

### Fotografía
Para la fotografía del álbum, Amos llamó a la fotógrafa de moda Karen Collins. «Me encanta la manera en la que Collins fotografía a las mujeres», dijo Amos acerca del trabajo de la fotógrafa. «No es vulgar o degradante, pero lo encuentro sexy. Me parecen llenas de poder, y me gusta su estilo». El lugar para el trabajo visual del álbum es una habitación color crema de un hotel, con varias fotos de Amos representando diferentes ideas de la sensualidad a través de imágenes como voyerismo y sadomasoquismo, ambas incluidas en la idea de poder explorada a lo largo de todo el álbum.

### The visualettes
Desde el principio, Abnormally attracted to sin estaba destinado a ser un proyecto audiovisual incluyendo abundantes imágenes sincronizadas, y filmar las visualettes fue un catalizador importante para el álbum.
Christian Lamb, quien ha trabajado con artistas como Madonna, Incubus, y Ozzy Osbourne, fue inicialmente contratado por Amos para fotografiar un posible concierto en DVD. Sin embargo, después de algunas diferencias con Epic Records — cuyos detalles han quedado poco claros en los medios, los cuales solo citaron «diferencias creativas y financieras» — Amos dejó el sello y se unió a Universal Music Group, prorrogando temporalmente la publicación del DVD.[cita requerida]
Junto con el trabajo de composición que había llevado a cabo durante la gira mundial y en California el año siguiente, Amos se inspiró cada vez más por las tomas que Lamb había hecho en sus conciertos, trabajo que ya había empezado a organizar y editar. Amos ha afirmado que el ver ese montaje le inspiró para algunas canciones,  mientras que algunas canciones inspiraron la forma de las fotografías.[cita requerida]
Como resultado de esa repentina inspiración, Amos pidió que Lamps tomara más fotografías, esta vez de ella con varios cambios de vestuario, alta costura, configuración y circunstancias. El concierto en directo en DVD mutó de repente en una «película» complementaria que acompañaría al álbum. 
La grabación fue hecha en HD y en Super 8 y, debido a las limitaciones financieras, fue editado por una serie de «asistentes» de Lamb causando notables críticas sobre los temas y a veces disparata narrativa.[cita requerida]
Al parecer más inspirado por su amor a la moda, al arte arte canvas, y a la pintura, más que por el cine mudo, The Road Crhonicles es una composición de dieciséis viñetas en las que Amos puede ser vista haciendo de ella misma, junto con las arquetípicas «muñecas» de su anterior trabajo American doll posse, en ensoñaciones infundidas con innumerables metáforas, símbolos, imágenes, lugares yalta costura pequeños cortos sobre moda que tienen el propósito de evocar y abrir los temas abordados y las experiencias tratados en cada una de los correspondientes 16 canciones.  
Amos afirmó, «Comencé realmente a pensar en la idea de una historia contada visualmente y que aun así la canción nos diera toda la información — ese es nuestro diálogo. No quise nada de diálogo.»
Acerca del aspecto de los visualettes, Amos dijo: «Queremos hacer mucho de 8mm y más de los últimos años 60, que siera la sensación de ser independiente y eso empezó el mundo de las visualettes.
En cada uno de los cortos o «pequeñas películas», como Amos los llama, la artista puede ser encontrada en diferentes escenarios — vagando a lo largo de las calles de un distrito donde habitan prostitutas; al acecho en un cementerio; en medio de la lectura de un psíquico y un baño ceremonial de un maníaco; cruzándose con hombres avanzada la noche en un bar sombrío; fumando y «limpiándose» con una ceremonia de humo de puro — que quieren evocar algunos problemas o experiencias de la vida con los que ella está tratando.
Junto a su representación, Amos puede ser vista representando a las «muñecas» de su trabajo anterior American doll posse, en un aparente esfuerzo de deconstrucción del concpeto de ese álbum. 
La visualette final del DVD es para su canción Abnormally attracted to sin, y presenta a Amos entrando en una iglesia y arrodillándose ante el altar, llegando a un acuerdo con su espiritualidad y una «especie de fe natural», mientras la artista canta su ya mencionada canción final.

### Índice de Capítulos/Visualettes (DVD)
La lista de temas que forman The Road Chronicles difiere de la que forma la edición simple del CD. Amos ha afirmado que fue una decisión intencional por su parte, nada, «creo que las visualettes conectan [las canciones] también. Aunque el orden es diferente, el cual intencional. El orden de la parte visual es diferente a si solo te pones los auriculares dando un paseo. Sentí que tenían que experimentarlo de manera muy, muy diferente».
A continuación se presenta la lista de temas que conforman el DVD.

| Visualettes DVD |                               |          |  |
| N.º             | Título                        | Duración |  |
| 1.              | «That Guy»                    |          |  |
| 2.              | «Welcome to England»          |          |  |
| 3.              | «Strong Black Vine»           |          |  |
| 4.              | «Ophelia»                     |          |  |
| 5.              | «Fast Horse»                  |          |  |
| 6.              | «Fire to Your Plain»          |          |  |
| 7.              | «Curtain Call»                |          |  |
| 8.              | «Not Dying Today»             |          |  |
| 9.              | «Maybe California»            |          |  |
| 10.             | «Give»                        |          |  |
| 11.             | «Police Me»                   |          |  |
| 12.             | «Starling»                    |          |  |
| 13.             | «500 Miles»                   |          |  |
| 14.             | «Flavor»                      |          |  |
| 15.             | «Lady in Blue»                |          |  |
| 16.             | «Abnormally Attracted to Sin» |          |  |

## Producción
Amos terminó de escribir y componer Abnormally attrated to sin durante la primavera y el verano del 2008. La grabación comenzó con Amos acompañada de sus colaboradores de siempre Matt Chamberlain, Jon Evans, Mark Hawley/"Mac Aladdin" (su marido), y John Philip Shenale, en el estudio del marido de Amos, los Martian Studios en Cornwall, con la mezcla final y el masterizado prolongándose hasta los primeros meses de 2009.
Amos eligió un oscuro e intrincado «paisaje sónico detallado» para el álbum,[cita requerida] y mencionó que la producción del álbum le recordó a su experiencia de la creación de From The Choirgil Hotel (1998), que utilizó varios samplers y sintetizadores.
«He estado trabajando con los nuevos teclados y últimamente desarrollando un sonido. Así que, de alguna manera, esta grabación me recordó a la experiencia que tuve trabajando con From The Chirgirl Hotel, donde la tecnología y los teclados y el Bösendorfer trabajaban juntos.»
En cuanto al desarrollo del sonido de una de las canciones y del álbum en general, Amos declaró que «resultó ser un experimento tecnológico con el piano presente pero en un mundo extraño.»
«Creo que hay muchos estilos en el álbum,» dice Amos en otra entrevista. «Llevo cuarenta años componiendo, y cada canción a su manera te lleva a esos lugares diferentes. Tal vez algunas son oscuras, cuevas. Gracias a Dios hay un buen pianista sentado rescatándote de esa cueva.»

## Lista de temas
Todas las canciones escritas y compuestas por Tori Amos. 
| Abnormally attracted to sin |        |          |  |
| N.º                         | Título | Duración |  |
| 72:03                       |        |          |  |

Todas las canciones escritas y compuestas por Tori Amos. 
| Bonus track |                 |          |  |
| N.º         | Título          | Duración |  |
| 1.          | «Oscar's Theme» | 3:38     |  |

### Sencillos
«Welcome to England» sirvió como sencillo presentación de Abnormally attracted to sin. El sencillo fue lanzado para descarga digital el 14 de abril de 2009 en los EE. UU., y el 25 de mayo de 2009 en UK, una semana después del álbum. Como la mayoría de sencillos de Tori Amos en esta década, «Welcome to England» fue solo lanzado como descarga digital. El sencillo entró en el Billboard Adult album alternative en mayo de 2009, y en junio ascendió al top 10 haciendo así el quinto sencillo en alcanzar el top 10 de Triple A.
"Maybe California" alcanzó #1 en Portugal.
| Título                      | Lista                                  | Posición |
| --------------------------- | -------------------------------------- | -------- |
| «Welcome to England» (2009) | USA AAA                                | 10       |
| «Welcome to England» (2009) | Belgian Singles Chart “Tip” (Wallonia) | 26       |
| «Maybe California» (2009)   | Portugal                               | 01       |

## Recepción
| Calificaciones profesionales | Calificaciones profesionales |
| ---------------------------- | ---------------------------- |
| Puntaje                      |                              |
| Allmusic                     | 3/5 estrellas                |
| The AV Club                  | (B-)                         |
| Billboard Magazine           | (7/10)                       |
| Drowned in Sound             | (B)                          |
| Entertainment Weekly         | (E)                          |
| Los Angeles Times            | 3/4 estrellas                |
| Pop Matters                  | (8/10)                       |
| Rolling Stone                | 2.5/5 estrellas              |
| Slant Magazine               | 3.5/5 estrellas              |
| Spin                         | 2.5/5 estrellas              |

El álbum recibió modestas críticas positivas, la mayor parte de las críticas negativas iban dirigidas más a la larga duración del CD que al contenido musical.
«[El décimo álbum de Amos] la encuentra con pleno dominio de su arsenal, creando un sonido que es psicodélico y clásico,» escribió Billboard Magazine, añadiendo, «los sonidos asamblaos con el contenido lírico — las metáforas hablan sobre heroínas literarias, imaginería religiosa, comida exótica, ciudades como personajes, triple entendres — hacen un singular tapiz que, como la madurez de la artista, requiere menos conocimiento de su discografía para disfrutarlo.»[cita requerida] Slant Magazine dio al álbum une mezcla, aunque casi todas opiniones positivas, exclamando sin disculparse, «Es un alivio que [este álbum] carezca de la presunción engorrosa de Scarlet's walk o de la identidad disociativa de American doll posse. Antes de ahogar sus canciones bajo pretenciosas construcciones, aquí Amos las permite quedarse por sus méritos y, de paso, demuestra el arte superior con el que se hizo un nombre.» Slug Magazine lo llamó «uno de los mejores álbumes del 2009,» mientras que Los Angeles Times alabó del álbum su «balance entre inspiración de la decadencia victoriana, misticismo patético y campo de arco.»[cita requerida] Entertainment Weekly magazine escribió, «Algunas veces su cerebro habla mucho de la biblia. Pero cuando golpea su piano sobre capas de electrónica exuberantes, se ve que lo tiene dominado.[cita requerida]
Opiniones en Rolling Stone, Mojo magazine y Q Magazine fueron menos favorables: aunque las críticas son varias, el último admitió después  que el álbum contenía «algunas de las mejores [canciones] que Amos haya escrito.» Spin Magazine escribió, «Amos no escribe igual de penetrante que lo hiciera en su debut sobre cómo la mujer navega entre el sexo y el poder,» mientras que Pop Matters alabó el álbum por su sonido experimental, llamándolo una «exploración de una jornada desde esa oscuridad, casi empezando a esa conclusión maravillosamente insulgente.»
Una renovada revista musical, Drowned In Sound, concluyó, «Vago ocasionalmente, algunas veces incoherente y algo auto indulgente, pero en última instancia Abnormally attractec to sin es una obra de arte anormalmente atractiva, y otro buen ejemplo del talento resplandeciente que tiene Tori Amos.»

## Posicionamiento

### Álbum
De acuerdo a Nielsen SoundScan, «Abnormally attracted to sin» vendió 92.000 copias en USA.
La tabla siguiente muestra la posición del álbum a su salida en el mercado (dentro de los 30) en los mayores mercados del mundo.
| Lista (2009)                        | Posición |
| ----------------------------------- | -------- |
| Billboard 200 (USA)                 | 9        |
| Billboard Top Digital Albums (USA)  | 6        |
| Billboard Top Internet Albums (USA) | 4        |
| Official UK Album Chart (UK)        | 20       |
| ARIA Album Chart (Australia)        | 28       |
| Belgian Albums Chart (Bélgica)      | 23       |
| Canadian Albums Chart               | 15       |
| Dutch Albums Chart                  | 22       |
| Finnish Albums Chart                | 20       |
| German Albums Chart                 | 16       |
| Polish Albums Chart                 | 7        |
| Swiss Albums Chart                  | 14       |
| Italian Albums Chart                | 30       |

Además, el álbum debutó en la posición #2 en las siguientes listas Billboard: the Top Modern Rock/Alternative Albums chart and the Top Rock Albums chart.

## Personal

### Músicos
- Tori Amos – voz, piano, Wurlitzer, Hammond, sinttizadores
- Matt Chamberlain – batería y pecusiones
- Jon Evans – bajo
- Mac Aladdin – guitarra eléctrica
- John Philip Shenale – cuerdas, Wurlitzer, Hammond

### Producción
- Tori Amos – productor de la grabación
- Mark Hawley – mezclador
- Marcel van Limbeek – mezclador
- Christian Lamb – vídeo
- Karen Collins – fotografía

## Historial de lanzamiento
Como todos los trabajos de Tori Amos en la era post Atlantic Records, Abnormally attracted to sin fue publicado en edición normal y una edición limitada, la última incluía un DVD conteniendo las visualettes que tenían el vídeo de acompañamiento de la mayoría de las canciones.
| País         | Fecha              | Sello                 | Formato | Número de catálogo(s) |
| ------------ | ------------------ | --------------------- | ------- | --------------------- |
| Australia    | 15 de mayo de 2009 | Universal Republic    | CD      | 060252703435          |
| Bélgica      | 15 de mayo de 2009 | Universal Republic    | CD      | 060252703435          |
| Países Bajos | 15 de mayo de 2009 | Universal Republic    | CD      | 060252703435          |
| Polonia      | 15 de mayo de 2009 | Universal Music Group | CD      |                       |
| Reino Unido  | 18 de mayo de 2009 | Island                | CD      | 2704664               |
| Canadá       | 19 de mayo de 2009 | Republic              | CD      |                       |
| EUA          | 19 de mayo de 2009 | Universal Republic    | CD      | 001287302 (normal)    |
| EUA          | 19 de mayo de 2009 | Universal Republic    | CD      | 001290110 (deluxe)    |
| EUA          | 19 de mayo de 2009 | Universal Republic    | LP      | 001290601             |